# The X Factor
The X Factor је десети студијски албум енглеског хеви метал састава Ајрон мејден, издат 1995. године.
Ово је први албум састава са вокалистом Блејзом Бејлијем

## Списак песама
1. „Sign of the Cross“ (Стив Харис) – 11:17
2. „Lord of the Flies“ (Харис, Јаник Герс) – 5:03
3. „Man on the Edge“ (Блејз Бејли, Герс) – 4:13
4. „Fortunes of War“ (Харис) – 7:23
5. „Look for the Truth“ (Бејли, Герс, Харис) – 5:10
6. „The Aftermath“ (Харис, Бејли, Герс) – 6:20
7. „Judgement of Heaven“ (Харис) – 5:12
8. „Blood on the World's Hands“ (Харис) – 5:57
9. „The Edge of Darkness“ (Харис, Бејли, Герс) – 6:39
10. „2 A.M.“ (Бејли, Герс, Харис) – 5:37
11. „The Unbeliever“ (Харис, Герс) – 8:10